# Walker Art Center
Walker Art Center – muzeum sztuki współczesnej w Minneapolis w stanie Minnesota (USA). Instytucja ta jest uznawana za jedno z wielkiej piątki muzeów o podobnym profilu, obok Museum of Modern Art, San Francisco Museum of Modern Art, Guggenheim Museum i Hirshhorn Museum and Sculpture Garden. Zostało otwarte 22 maja 1927 przez Thomasa B. Walkera. Muzeum skupiło się na zbiorach sztuki współczesnej w latach 40. XX wieku, kiedy nabyto kolekcję dzieł artystów takich jak Pablo Picasso, Henry Moore czy Alberto Giacometti. W skład muzeum wchodzi także ogród rzeźb.

## Historia
Thomas Walker (1840-1927), założyciel Walker Art Center, był handlarzem drewna i przemysłowcem. Był drugim prezydentem Minneapolis Society of Fine Arts, instytucji, która obecnie zarządza Minneapolis Institute of Art. Jego marzeniem było dodanie własnych zbiorów do zbiorów MIA, jednakże zarząd tego muzeum odmówił przyjęcia kolekcji. Doprowadziło to do odejścia Walkera z Minneapolis Society of Fine Arts i podjęciu przez niego decyzji o utworzeniu własnej instytucji o takim profilu.
Po jego śmierci opiekę nad muzeum przejęła fundacja jego imienia, którą założył w 1925 roku.
W 2005 roku ukończona została rozbudowa muzeum, która kosztowała 70 milionów USD, a przeprowadzona została według projektu biura Herzog & de Meuron.